# Serie A 1984/1985
Serie A i fotboll 1984/1985 vanns av Hellas Verona AC, som därmed tog sin första seger.
Inget av "storlagen" Juventus FC, AC Milan och FC Internazionale Milano lyckades hamna bland de två bästa. Ascoli Calcio 1898, SS Lazio och US Cremonese flyttades alla ner till Serie B.
Detta var den enda säsongen då domarna utsågs genom lottning istället för en speciell domarkommitté ('designatori arbitrali'). Efter skandalen 1980 ville man städa upp bilden av italiensk fotboll genom att lotta ut domare i stället för att utse dem, för att stoppa misstankarna. Detta resulterade i en något oväntad tabell.
| Vinnare av Serie A 1984/1985   |
| ------------------------------ |
| Hellas Verona AC Första titeln |
|                                |

## Slutställning
| P   | Lag                      | Spelade | Vinst | Oavgjort | Förlust | Gjorda mål | Insläppta mål | Målskillnad | Poäng | Notering            |
| --- | ------------------------ | ------- | ----- | -------- | ------- | ---------- | ------------- | ----------- | ----- | ------------------- |
| 1.  | Hellas Verona FC (C)     | 30      | 15    | 13       | 2       | 42         | 19            | +23         | 43    | Till Europacupen    |
| 2.  | Torino FC                | 30      | 14    | 11       | 5       | 36         | 22            | +14         | 39    | Till UEFA-cupen     |
| 3.  | FC Internazionale Milano | 30      | 13    | 12       | 5       | 42         | 28            | +14         | 38    | Till UEFA-cupen     |
| 4.  | UC Sampdoria             | 30      | 12    | 13       | 5       | 36         | 21            | +15         | 37    | Till Cupvinnarcupen |
| 5.  | AC Milan                 | 30      | 12    | 12       | 6       | 31         | 25            | +6          | 36    | Till UEFA-cupen     |
| 5.  | Juventus FC              | 30      | 11    | 14       | 5       | 48         | 33            | +15         | 36    | Till Europacupen    |
| 7.  | AS Roma                  | 30      | 10    | 14       | 6       | 33         | 25            | +8          | 34    |                     |
| 8.  | SSC Napoli               | 30      | 10    | 13       | 7       | 34         | 29            | +5          | 33    |                     |
| 9.  | ACF Fiorentina           | 30      | 8     | 13       | 9       | 33         | 31            | +2          | 29    |                     |
| 10. | Atalanta BC              | 30      | 5     | 18       | 7       | 20         | 32            | -12         | 28    |                     |
| 11. | Calcio Como              | 30      | 6     | 13       | 11      | 17         | 27            | -10         | 25    |                     |
| 11. | Udinese Calcio           | 30      | 10    | 5        | 15      | 43         | 46            | -3          | 25    |                     |
| 11. | US Avellino              | 30      | 7     | 11       | 12      | 27         | 33            | -6          | 25    |                     |
| 14. | Ascoli Calcio 1898       | 30      | 4     | 14       | 12      | 24         | 40            | -16         | 22    | Till Serie B        |
| 15. | SS Lazio                 | 30      | 2     | 11       | 17      | 16         | 45            | -29         | 15    | Till Serie B        |
| 15. | US Cremonese             | 30      | 4     | 7        | 19      | 22         | 48            | -26         | 15    | Till Serie B        |